# Vico Consorti
Vico Consorti (Semproniano, 29 luglio 1902 – Siena, 1º luglio 1979) è stato uno scultore italiano.

## Biografia

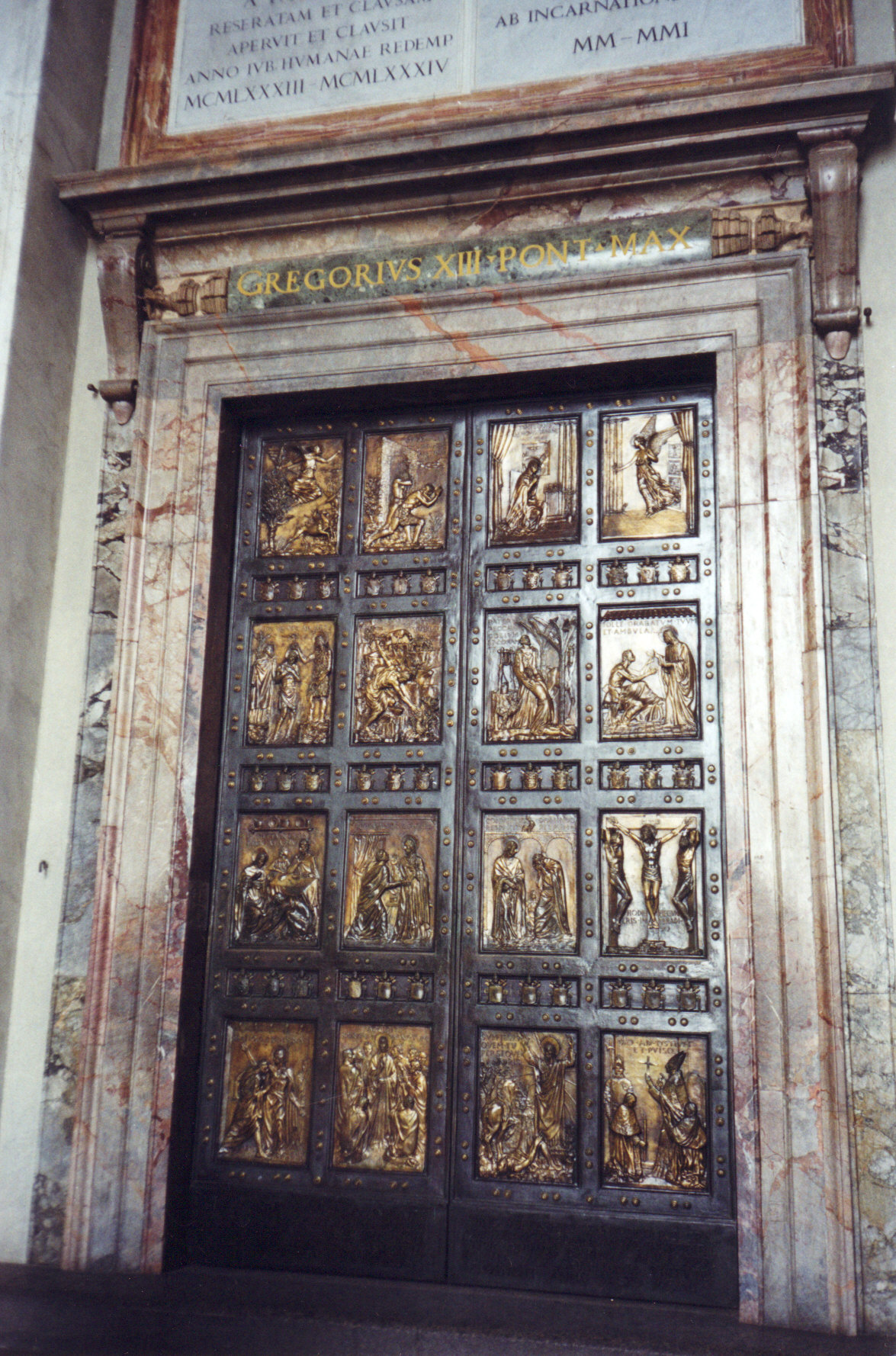
La Porta santa della Basilica di San Pietro in Vaticano

Lodovico Consorti detto Vico nasce a Semproniano, allora frazione di Roccalbegna, in Maremma. Dal 1919 al 1926 frequenta il corso di scultura all'Accademia di belle arti di Siena, diretto da Fulvio Corsini col quale collabora all'esecuzione del Monumento ai caduti della prima guerra mondiale di Torrita di Siena nel 1925 e, nello stesso anno, realizza il monumento ai caduti di Roccalbegna, cui seguono quello ai caduti di Petricci (1927) e di Ponte a Egola nel 1928.
Dal 1926 al 1929 frequenta la Scuola dell'Arte della Medaglia a Roma, condotta da Giuseppe Romagnoli, che conclude con l'assegnazione del premio di perfezionamento per un soggiorno all'estero, convertito in denaro per sposare Wanda Barabesi, dalla quale avrà i figli Paolo e Giovanna.
Nel 1930 è presente alla prima Quadriennale d'Arte Nazionale a Roma e alla Mostra Internazionale di Oreficeria nell'ambito della Biennale di Venezia, cui seguiranno numerose partecipazioni alle più importanti rassegne toscane e nazionali in un periodo di intenso lavoro durante il quale realizza la trasformazione della cripta della Basilica di San Domenico nel Sacrario dei Caduti fascisti (il monumentale Cristo risorto si trova oggi all'ingresso del cimitero della Misericordia), esegue i quattro rilievi di un pilone del Ponte Duca d'Aosta a Roma, una stele per la Casa del Mutilato a Napoli e il rilievo in travertino sul Palazzo del Governo di Livorno, incarichi assegnati a seguito di concorsi.
Dopo la guerra Consorti si stabilisce con la famiglia a Siena, stabilendo un sodalizio con il Conte Guido Chigi Saracini, figura importante nel panorama politico e culturale della città. Fu proprio il conte a chiedere allo scultore di realizzare la porta in bronzo per il Duomo di Siena, dalla parte della Cappella del Voto, quale ringraziamento per aver risparmiato Siena dai bombardamenti, che fu inaugurata il 16 agosto 1946. La fusione fu eseguita dalla fiorentina Fonderia Artistica Ferdinando Marinelli. Sarà la prima di altre 5 porte in bronzo tra le quali Porta Santa della Basilica di San Pietro che dal 1950 viene aperta dai Pontefici in occasione dei Giubilei, anch'essa fusa dalla Fonderia Artistica Ferdinando Marinelli.
Seguiranno le porte bronzee per la chiesa di Ludriano, su commissione del conte Antonio Folonari, e completa la serie nel 1966 con la porta centrale del Santuario di Oropa presso Biella, la più grande realizzata, anche questa fusa a Firenze dalla Fonderia Artistica Ferdinando Marinelli.
Nel 1952 lo scultore accetta l'invito dell'architetto Angiolo Mazzoni di recarsi in Colombia per erigere un grande monumento celebrante gli eroi caduti in difesa dei principi democratici della repubblica, che non sarà terminato. Durante i cinque anni trascorsi in Sud America, Consorti realizza numerosi lavori in bronzo e in marmo a Bogotà, come la monumentale porta per il Palazzo Arcivescovile, fusa dalla Fonderia Artistica Ferdinando Marinelli, e a Caracas che, dopo l'approvazione del bozzetto, vengono eseguiti nello studio romano dell'artista ma le crescenti difficoltà nei viaggi per l'incerto clima politico dei paesi sudamericani e i costi elevati del trasporto impediscono l'esecuzione di alcuni progetti e inducono Consorti a rientrare definitivamente in Italia nel 1957.
Consorti riprende la sua vita di scultore tra lo studio di Roma e Siena, da cui provengono le maggiori richieste di lavoro: dal 1959 al 1965, con cadenza annuale, realizza i ritratti di musicisti illustri nella Villa Chigi Saracini di Castelnuovo Berardenga. Per le contrade senesi esegue le fontane del Drago, di cui sarà Priore, e dell'Istrice, per l'Istituto Sclavo il busto di Albert B. Sabin, per la scuola Pascoli un pannello parietale in bronzo e rilievi ceramici, la serie di ritratti dei Papi in marmo collocati nel portico del Santuario di Santa Caterina ed ancora varie opere per le sedi del Monte dei Paschi. Con Semproniano, paese natale, ove si reca in visita ai parenti, i rapporti sono solidali. Il lavoro da lui promesso per la parrocchia però non sarà mai realizzato. Nei prima anni '80 la vedova donerà la replica di un crocifisso.
Muore a Siena il primo luglio 1979. I funerali si svolgono il giorno successivo sotto una pioggia torrenziale, che fu anche causa del rinvio del Palio. È sepolto in un cimitero di campagna presso Castelnuovo Berardenga.

## Riconoscimenti
- 1977 - Grifone d'oro[4].